# Bajo Baudó
Bajo Baudó es un municipio colombiano ubicado en el departamento de Chocó, en la costa pacífica sur. Su cabecera municipal es Pizarro.

## Toponimia
El topónimo Baudó significa, en lenguaje Noanamá, «río de ir y venir», posiblemente debido a las mareas del Pacífico que a la altura de las bocas del Baudó en Pizarro, alcanzan hasta cuatro metros de diferencia vertical entre el flujo y el reflujo.

## División Político-Administrativa
Además de Pizarro, su cabecera municipal. Bajo Baudó tiene bajo su jurisdicción los siguientes Centros poblados:
- Bella Vista
- Belén de Docampodó
- Cuevita
- Dotenedó
- Guineal
- Hijuá
- Orpúa
- Pavasa
- Piliza
- Playita
- Puerto Abadía
- Punta Purricha
- Sivirú
- Tocasina (Dubasa)
- Unión Misara
- Usuragá
- Villa María
- Virudó

## Historia
El municipio de Bajo Baudó fue fundado el 8 de marzo de 1821 y convertido en municipio desde 1825. 

## Economía
La principal actividad económica del municipio es la agricultura. Los sistemas de producción, se podría reunir en las siguientes categorías: 
- Cultivos anuales y semiperennes. Algunas porciones de tierra están dedicados al cultivo del maíz, plátano y caña; las áreas son pequeñas, distribuidas irregularmente y en asocio con zonas de rastrojo alto.
- Cultivos arbóreos y perennes. Son usos de la tierra con árboles frutales, cuyas alturas varían entre cinco metros y más. Son representante de esta clase los siguientes frutos: chontaduro, borojó, limón, taparo, coco, guamo y aguacate.
- Vegetación natural herbácea. Son aquellas áreas donde la actividad del hombre ha intervenido en alto grado el bosque primario, aprovecha las maderas y deja abandonada la tierra, en la cual se inician los procesos de sucesión ecológica.
- Vegetación arbórea abierta. Se denomina así a las zonas donde el hombre ha realizado una tala selectiva, dejando en pie árboles sin valor comercial actual. Este tipo de vegetación se encuentra en casi todas las zonas, asociada con cultivos, rastrojo y bosque natural.

El municipio del Bajo Baudó presenta en forma simultánea una pequeña diversidad de explotación agropecuaria, con un grupo de cultivo de mayor explotación como el plátano, el arroz, el maíz, el coco y la caña de azúcar.

## Turismo
- Casa misional de Catrú, a orillas del río Dubaza.
- Avistamiento de ballenas.

## Instituciones de educación
- Institución Educativa Agropecuaria Francisco Pizarro.
- Institución Educativa Agropecuaria Hernando Palacios.
- Institución Educativa Agropecuaria Sagrado Corazón de Jesús.
- Centro Educativo Maria de famita de siviru.
- Centro Educativo San Lorenzo de Orpua
- Institución Educativa Agropecuaria  Indígena de Pizarro.
- Instituto Técnico de Gestión Empresarial.
- Corporación Universitaria Remintong sede Bajo Baudo
- Escuela de Liderazgo y Gobernabilidad Red Mundial de Jóvenes Políticos.
- Colegio Integrado fungraf.

## Estructura organizacional municipal
| Bajo Baudó   | Bajo Baudó  | Bajo Baudó                 |
| Departamento | Código DANE | Categoría municipal (2023) |
| ------------ | ----------- | -------------------------- |
| Chocó        | 27077       | Sexta                      |

- Personería: Es un centro del Ministerio Público de Colombia que ejerce, vigila y hace control sobre la gestión de las alcaldías y entes descentralizados; velan por la promoción y protección de los derechos humanos; vigilan el debido proceso, la conservación del medio ambiente, el patrimonio público y la prestación eficiente de los servicios públicos, garantizando a la ciudadanía la defensa de sus derechos e intereses.

- Concejo Municipal: Es la suprema autoridad política del municipio. En materia administrativa sus atribuciones son de carácter normativo. También le corresponde vigilar y hacer control político a la administración municipal. Se regulan por los reglamentos internos de la corporación en el marco de la Constitución Política Colombiana (artículo 313) y las leyes, en especial la Ley 136 de 1994 y la Ley 1551 de 2012.

Constituido por 11 concejales por un periodo de 4 años.
- Alcaldía Municipal: En esta se encuentra la administración municipal y las entidades descentralizadas del municipio.

El Alcalde se pronuncia mediante decretos y se desempeña como representante legal, judicial y extrajudicial del municipio. El actual Alcalde municipal es Faustino Murillo Ramírez (2024-2027), elegido por voto popular.
- JAL.